# جفری رایت (بازیگر)
جفری رایت (انگلیسی: Jeffrey Wright؛ زادهٔ ۷ دسامبر ۱۹۶۵) بازیگر آمریکایی است. او کارش را در تئاتر آغاز کرد که برای بازی در نمایش فرشتگان در آمریکا (۱۹۹۳) جایزه تونی در رشتهٔ بهترین بازیگر مرد در نمایشنامه را دریافت کرد. او این نقش را اقتباس تلویزیونی سال ۲۰۰۳ بازآفرینی کرد و برندهٔ جایزه امی ساعات پربیننده شد.
نخستین کار سینمایی قابل توجه رایت در نقش ژان میشل باسکیا در باسکیت (۱۹۹۶) بود. دیگر فیلم‌های قابل توجه او شامل شفت (۲۰۰۰)، سیریانا (۲۰۰۵)، بانوی در آب (۲۰۰۶)، کادیلاک رکوردز (۲۰۰۸)، نیمه ماه مارس (۲۰۱۱) و راستین (۲۰۲۳) می‌شود. او برای بازی در نقش اصلی داستان آمریکایی (۲۰۲۳) نامزد جایزه اسکار بهترین بازیگر مرد شد.

## فیلم‌شناسی

### فیلم
| سال  | عنوان                                  | توضیحات          |
| ---- | -------------------------------------- | ---------------- |
| ۱۹۹۰ | بی‌گناه                                 |                  |
| ۱۹۹۲ | جست و خیز در قبرستان                   |                  |
| ۱۹۹۶ | باوفا                                  |                  |
| ۱۹۹۶ | باسکیت                                 |                  |
| ۱۹۹۷ | مراقبت‌های ویژه                         |                  |
| ۱۹۹۸ | Too Tired to Die                       |                  |
| ۱۹۹۸ | ستاره مشهور                            |                  |
| ۱۹۹۸ | Meschugge                              |                  |
| ۱۹۹۸ | Blossoms and Veils                     |                  |
| ۱۹۹۹ | سیمان                                  |                  |
| ۱۹۹۹ | سواری با اهریمن                        |                  |
| ۲۰۰۰ | هملت                                   |                  |
| ۲۰۰۰ | Crime and Punishment in Suburbia       |                  |
| ۲۰۰۰ | شفت                                    |                  |
| ۲۰۰۱ | علی                                    |                  |
| ۲۰۰۲ | پادزهر                                 |                  |
| ۲۰۰۴ | Sin's Kitchen                          |                  |
| ۲۰۰۴ | کاندیدای منچوری                        |                  |
| ۲۰۰۵ | گل‌های پرپر                             |                  |
| ۲۰۰۵ | سیریانا                                |                  |
| ۲۰۰۶ | بانوی در آب                            |                  |
| ۲۰۰۶ | کازینو رویال                           |                  |
| ۲۰۰۷ | تهاجم                                  |                  |
| ۲۰۰۷ | خاموشی                                 | همچنین تهیه‌کننده |
| ۲۰۰۸ | دبلیو                                  |                  |
| ۲۰۰۸ | ذره‌ای آرامش                            |                  |
| ۲۰۰۸ | کادیلاک رکوردز                         |                  |
| ۲۰۰۹ | وان بلاد                               | همچنین تهیه‌کننده |
| ۲۰۱۱ | کد منبع                                |                  |
| ۲۰۱۱ | نیمه ماه مارس                          |                  |
| ۲۰۱۱ | فوق‌العاده بلند و بیش از حد نزدیک       |                  |
| ۲۰۱۳ | شهر ویران                              |                  |
| ۲۰۱۳ | شلیک مرگ                               |                  |
| ۲۰۱۳ | بازی‌های گرسنگی: اشتعال                 |                  |
| ۲۰۱۳ | The Inevitable Defeat of Mister & Pete |                  |
| ۲۰۱۴ | ارنست و سلستین                         | دوبلۀ انگلیسی    |
| ۲۰۱۴ | تنها عاشقان زنده ماندند                |                  |
| ۲۰۱۴ | بازی‌های گرسنگی: زاغ مقلد – بخش ۱       |                  |
| ۲۰۱۵ | بازی‌های گرسنگی: زاغ مقلد – بخش ۲       |                  |
| ۲۰۱۵ | دایناسور خوب                           |                  |
| ۲۰۱۸ | هیولا                                  |                  |
| ۲۰۱۸ | عموم                                   |                  |
| ۲۰۱۸ | شب بازی                                | بدون درج نام     |
| ۲۰۱۸ | سن بیرون                               |                  |
| ۲۰۱۸ | O.G.                                   |                  |
| ۲۰۱۸ | تاریکی را بگیر                         |                  |
| ۲۰۱۹ | رختشویگاه                              |                  |
| ۲۰۱۹ | سهره طلایی                             |                  |
| ۲۰۱۹ | Rigged: The Voter Suppression Playbook |                  |
| ۲۰۲۰ | All Day and a Night                    |                  |
| ۲۰۲۱ | گزارش فرانسوی                          |                  |
| ۲۰۲۱ | زمانی برای مردن نیست                   |                  |
| ۲۰۲۲ | بتمن                                   |                  |
| ۲۰۲۳ | استروید سیتی                           |                  |
| ۲۰۲۳ | Atrabilious                            |                  |
| ۲۰۲۳ | راستین                                 |                  |
| ۲۰۲۳ | داستان آمریکایی                        |                  |

### تلویزیون
| سال        | عنوان                              |
| ---------- | ---------------------------------- |
| ۱۹۹۱       | جدا اما برابر                      |
| ۱۹۹۳       | The Young Indiana Jones Chronicles |
| ۱۹۹۴       | New York Undercover                |
| ۱۹۹۷       | Homicide: Life on the Street       |
| ۲۰۰۱       | بایکوت                             |
| ۲۰۰۳       | فرشتگان در آمریکا                  |
| ۲۰۰۵       | Lackawanna Blues                   |
| ۲۰۰۷       | American Experience                |
| ۲۰۱۲       | دکتر هاوس                          |
| ۲۰۱۳–۲۰۱۴  | امپراتوری بوردواک                  |
| ۲۰۱۶       | The Venture Brothers               |
| ۲۰۱۶       | تأیید                              |
| ۲۰۱۶       | بوجک هورسمن                        |
| ۲۰۱۶–۲۰۲۲  | وست‌ورلد                            |
| ۲۰۱۷       | She's Gotta Have It                |
| ۲۰۱۹       | سسمی استریت                        |
| ۲۰۱۹       | Green Eggs and Ham                 |
| ۲۰۱۹       | ریک و مورتی                        |
| ۲۰۲۰       | Finding Your Roots                 |
| ۲۰۲۰       | نمایش روزانه                       |
| ۲۰۲۱–اکنون | چه می‌شود اگر...؟                   |
| ۲۰۲۳       | Digman!                            |
| ۲۰۲۳       | من گروت هستم                       |
| TBA        | آرک: مجموعه پویانمایی              |

### بازی‌های ویدئویی
| سال  | عنوان                       | نقش          | توضیحات                  |
| ---- | --------------------------- | ------------ | ------------------------ |
| ۲۰۲۰ | آخرین بازمانده از ما قسمت ۲ | آیزاک دیکسون | صداپیشه؛ همچنین ضبط حرکت |

### شنیداری
| سال  | عنوان                  | نقش   | شرکت تولید                         | منابع |
| ---- | ---------------------- | ----- | ---------------------------------- | ----- |
| ۲۰۲۱ | سندمن: پرده دوم        | دستنی | Audible                            | [ ۳ ] |
| ۲۰۲۱ | بتمن: ماجراهای شنیداری | بتمن  | استودیوهای تلویزیونی برادران وارنر |       |